# Omri
Omri az Izraeli Királyság uralkodója a Kr. e. 9. században. Omrit a Biblián kívül a Mésa-sztélé és a Kalhuban talált Fekete Obeliszk is említi.

## Élete
Éla király idejében a hadsereg tisztje volt és a filiszteusokkal háborúzott, mikor Zimri megölette Éla királyt és maga ült a trónra. Omri és serege ekkor fellázadt Zimri ellen és a főváros, Tirca ellen vonultak. Amikor Zimri látta, hogy a várost bevették, magára gyújtotta a palotát és öngyilkos lett. A nép egy része ezután Tibnit, a másik része Omrit akarta királyának. Tibnit ki is kiáltották királlyá, de nem uralkodhatott ténylegesen, ugyanis Omri ellenkirályként lépett fel ellene, és a nép amely követte, idővel erősebbnek bizonyult és győzött. Tibni – nem tudni miért – pár év múlva meghalt és Omrié lett a királyi trón.
Uralkodása alatt Izrael megerősödött. Moáb országát leigázta és adót fizettetett vele, Föníciával pedig szövetséget kötött. Fiának, Akhábnak a türoszi király lányát, Izebelt kérte feleségül. A föníciaiakkal való kapcsolata nyomán Baál és Asera bálványistenek imádása még inkább elterjedt az országában. Omri a Biblia szerint istentelen és igen bűnös uralkodó volt.
Ő alapította meg Szamáriát és az ország fővárosát a korábbi Tircából ide tette át. Szamária központja a dombtetőn álló palotanegyed volt. A palotát és a körülötte levő udvart védőfallal látta el. A város további kiépülése utódainak uralkodásához kapcsolódott.

## Fordítás
Ez a szócikk részben vagy egészben  az   Omri című angol Wikipédia-szócikk fordításán alapul.  Az eredeti cikk szerkesztőit annak laptörténete sorolja fel. Ez a jelzés csupán a megfogalmazás eredetét és a szerzői jogokat jelzi, nem szolgál a cikkben szereplő információk forrásmegjelöléseként.
1. 1 2  http://timeline.biblehistory.com/event/omri